# Oleg Gonczarienko
Oleg Gieorgijewicz Gonczarienko (ros. Олег Георгиевич Гончаренко, ukr. Олег Георгійович Гончаренко, Ołeh Heorhijowycz Honczarenko; ur. 18 sierpnia 1931 w Charkowie, zm. 16 grudnia 1986 w Moskwie) – ukraiński łyżwiarz szybki reprezentujący ZSRR, dwukrotny medalista olimpijski i wielokrotny medalista mistrzostw świata.

## Kariera
Pierwszy sukces w karierze Oleg Gonczarienko osiągnął w 1953 roku, kiedy zdobył złoty medal podczas wielobojowych mistrzostw świata w Helsinkach. Wyprzedził tam bezpośrednio swego rodaka, Borisa Szyłkowa oraz Holendra Wima van der Voorta. W 1954 roku zdobył srebrny medal podczas mistrzostw świata w Sapporo, a rok później był drugi zarówno na mistrzostwach świata w Moskwie, jak i podczas mistrzostw Europy w Falun. W 1956 roku brał udział w igrzyskach olimpijskich w Cortina d’Ampezzo, zdobywając brązowe medale na dystansach 5000 m i 10 000 m. Na krótszym dystansie wyprzedzili go jedynie Boris Szyłkow i Sigge Ericsson ze Szwecji, a na dłuższym lepsi byli Ericsson i Norweg Knut Johannesen. W tym samym roku Gonczarienko zdobył złoty medal na mistrzostwach świata w Oslo. Na rozgrywanych rok później mistrzostwach świata w Östersund był czwarty, przegrywając walkę o medal z Borisem Cybinem, ale za to podczas mistrzostw Europy w Oslo był najlepszy. Ostatnie medale wywalczył w 1958 roku, zwyciężając na mistrzostwach świata w Helsinkach i mistrzostwach Europy w Eskilstunie. Ponadto w latach 1956 i 1958 był mistrzem ZSRR w wieloboju, w 1956 roku wygrał także w biegu na 5000 m, a w latach 1954 i 1956 był najlepszy na dystansie 10 000 m.
Zakończył karierę w 1962 roku. Za swoje zasługi został odznaczony Orderem Lenina. Zmarł w 1986 roku po długiej chorobie. Pochowany na Cmentarzu Kuncewskim.